# Cantón de Bugeat
El cantón de Bugeat era una división administrativa francesa, que estaba situada en el departamento de Corrèze y la región de Limusín.

## Composición
El cantón estaba formado por once comunas:
- Bonnefond
- Bugeat
- Gourdon-Murat
- Grandsaigne
- Lestards
- Pérols-sur-Vézère
- Pradines
- Saint-Merd-les-Oussines
- Tarnac
- Toy-Viam
- Viam

## Supresión del cantón de Bugeat
En aplicación del Decreto nº 2014-228 de 24 de febrero de 2014, el cantón de Bugeat fue suprimido el 22 de marzo de 2015 y sus 11 comunas pasaron a formar parte del nuevo cantón de Meseta de Millevaches.